# Igreja da Assunção da Bem-Aventurada Virgem Maria (Caselle Landi)
A igreja da Assunção da da Bem-Aventurada Virgem Maria (chiesa dell'Assunzione della Beata Vergine Maria em língua italiana) é uma igreja que se acha em Caselle Landi, comuna da Italia, na Província e Diocese de Lodi.

## História

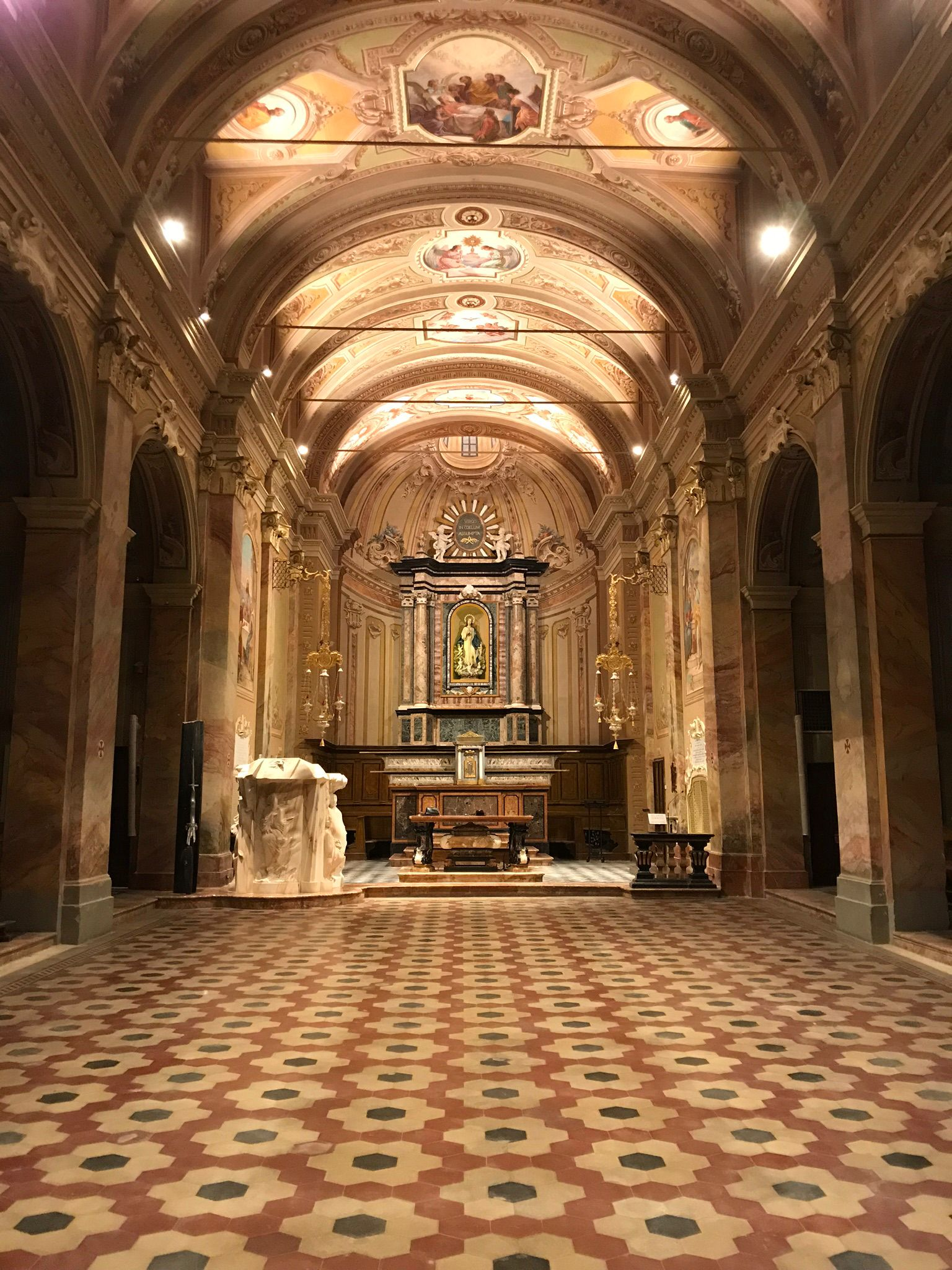
O interior da igreja.

A estrutura sofreu várias restaurações e remodelações, incluindo a que ocorreu após a inundação do rio Pó em 1951, que devastou toda a área da baixa província de Lodi.

## Exterior
Edifício retangular com abside semicircular, de nave única. A torre sineira, até 1891, ficava atrás da abside; a atual está separada da igreja pela capelinha de Nossa Senhora de Lourdes. A fachada, ao longo das décadas, sofreu vários restauros, muitas vezes sem melhorias. A actual, da década de 1990, está agora a desmoronar-se e exigiria um novo trabalho mais conservador.

## Interior
O interior é de nave única. Na entrada, à esquerda, encontra-se o batistério com nicho dedicado à  Maria Menina. À direita, um afresco de santa Francisca Xavier Cabrini (obra de Luigi Arzuffi), que acompanhada para dom Scalabrini, recebe do papa Leão XIII a missão americana.
Seguindo, à direita a capela da Nossa Senhora do Rosário e à esquerda a de s. Antônio de Pádua.
As segundas capelas são dedicadas ao Coração Sagrado e à Nossa Senhora das Dores. As últimas capelas são dedicadas a são José e são Sabino de Placência, padroeiro da comuna. Nas capelas existem simulacros mais pequenos de outros santos.
O presbitério foi modernizado na década de 1970 com o posicionamento do altar voltado para o povo e a aproximação do altar-mor para a abside. Esta última e a nave central foram restauradas entre a primavera de 2016 e o verão de 2019 pelo então pároco. A nave central apresenta afrescos (obras de Paolo Zambelli) representando os evangelistas, outros santos, a Dormição de Maria e são Sabino que, do alto, protege Caselle Landi.

## Outras imagens

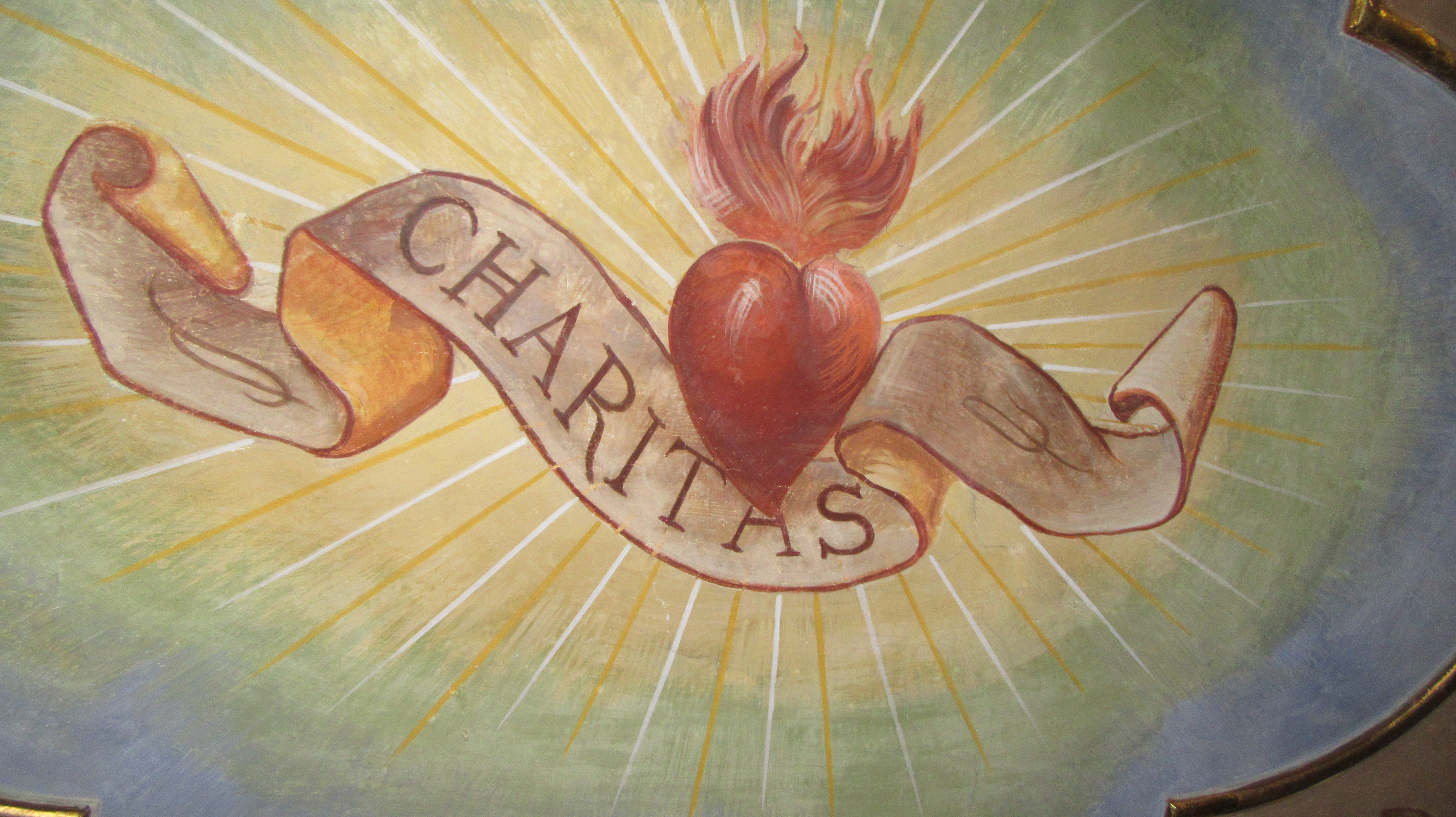
O afresco do Coração Sagrado, na bacia absidal
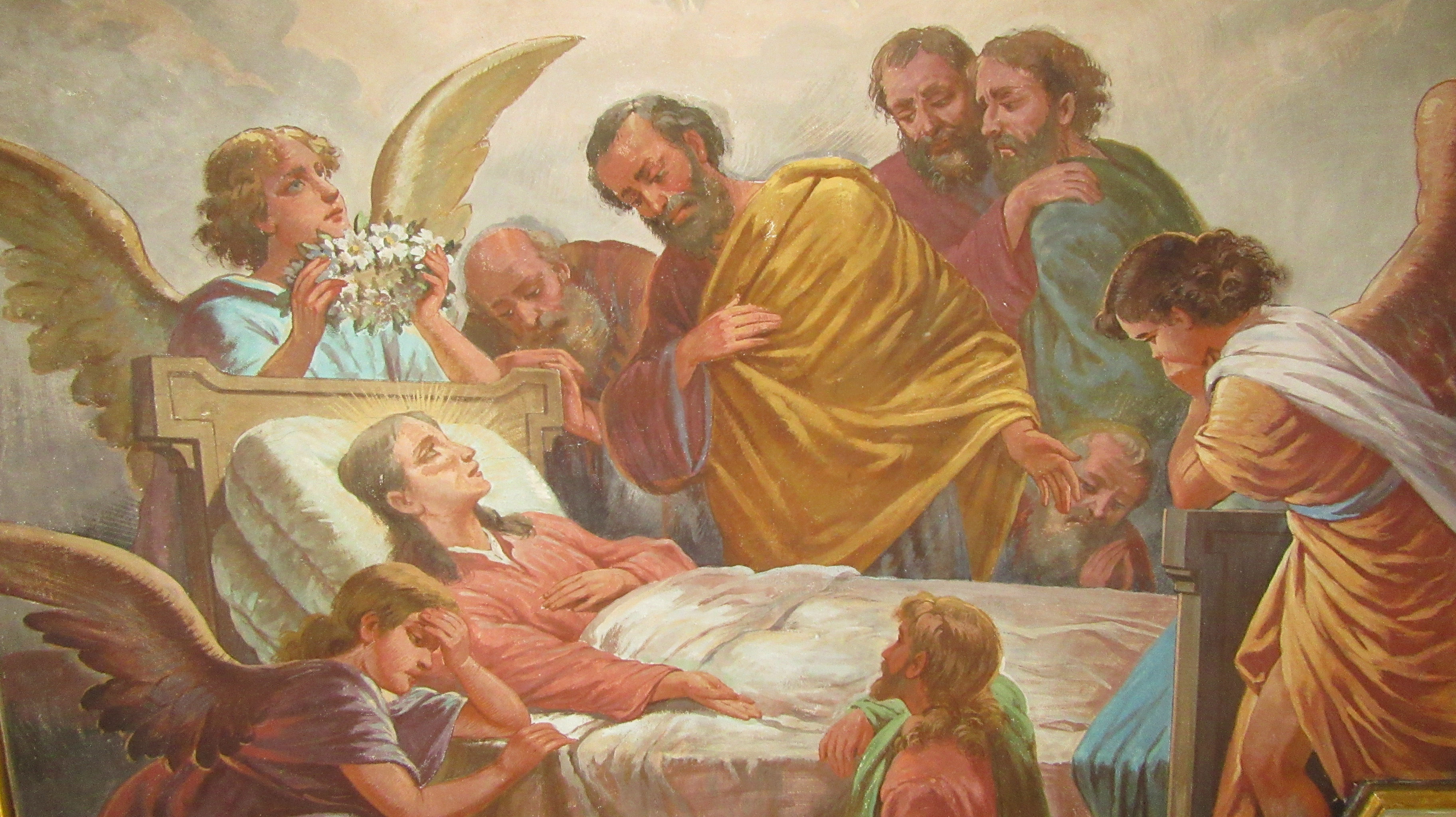
O afresco da Dormição, na nave central
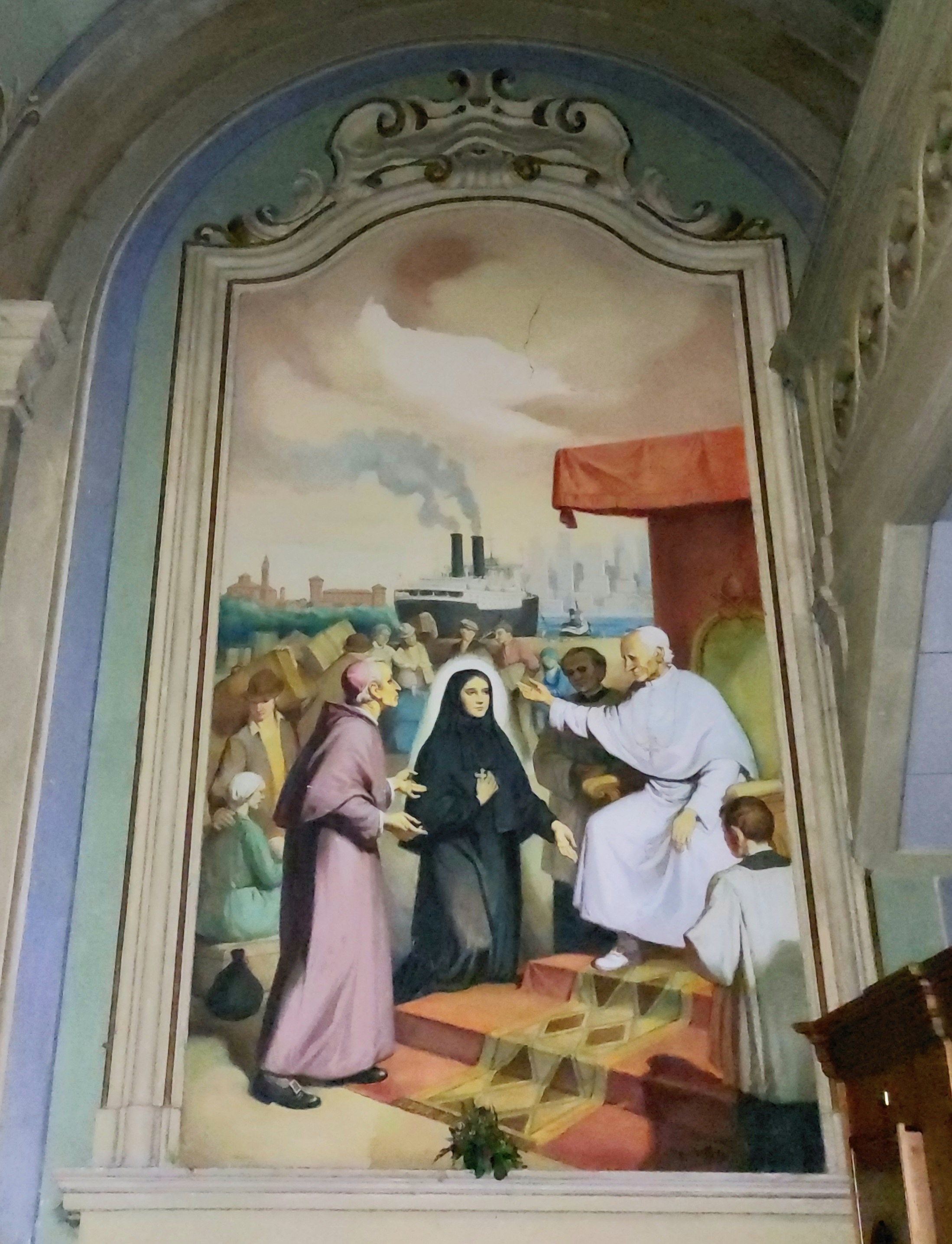
Afresco de santa Cabrini, na entrada à direita
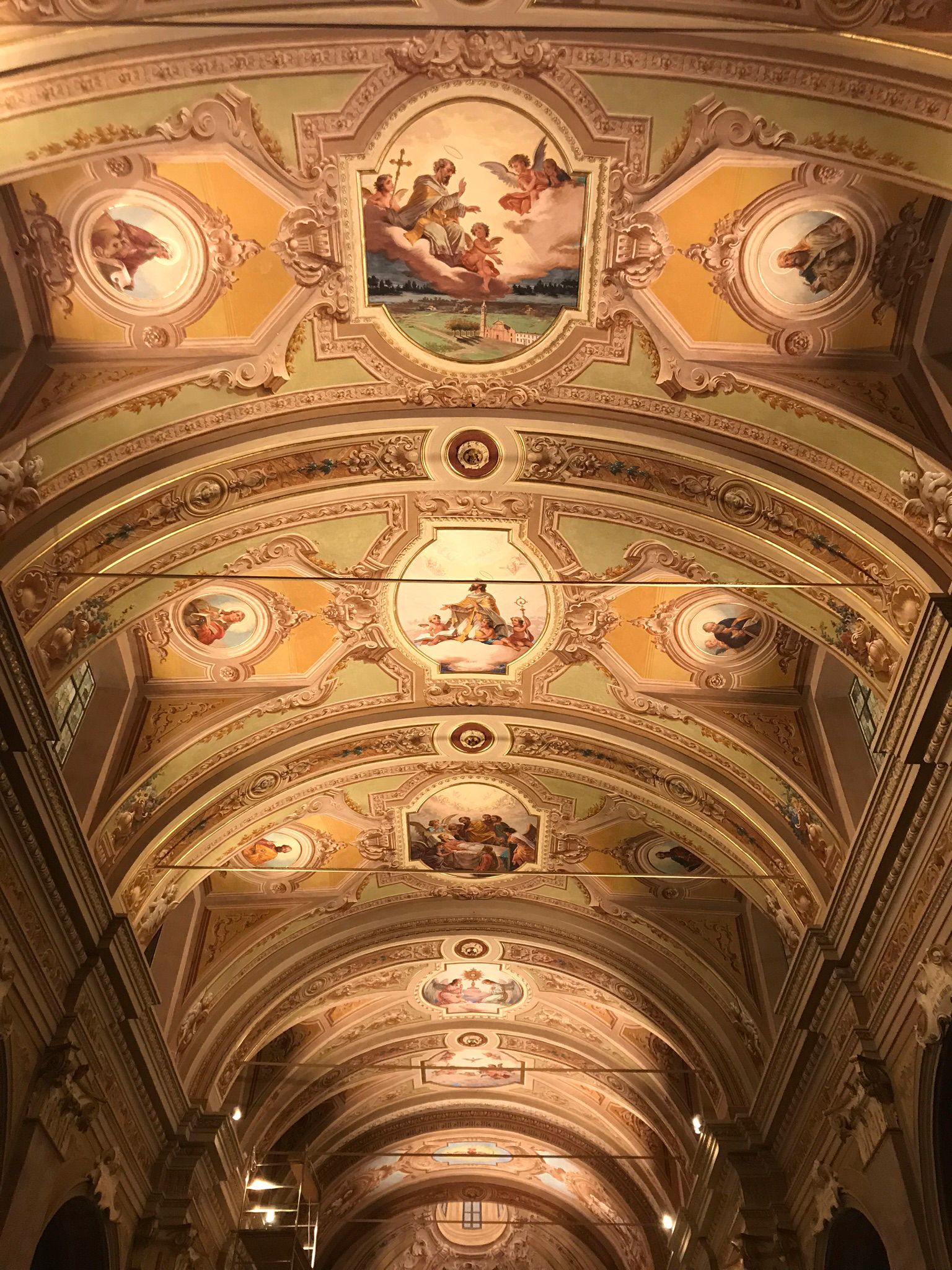
A nave central, depois da restauração de 2019
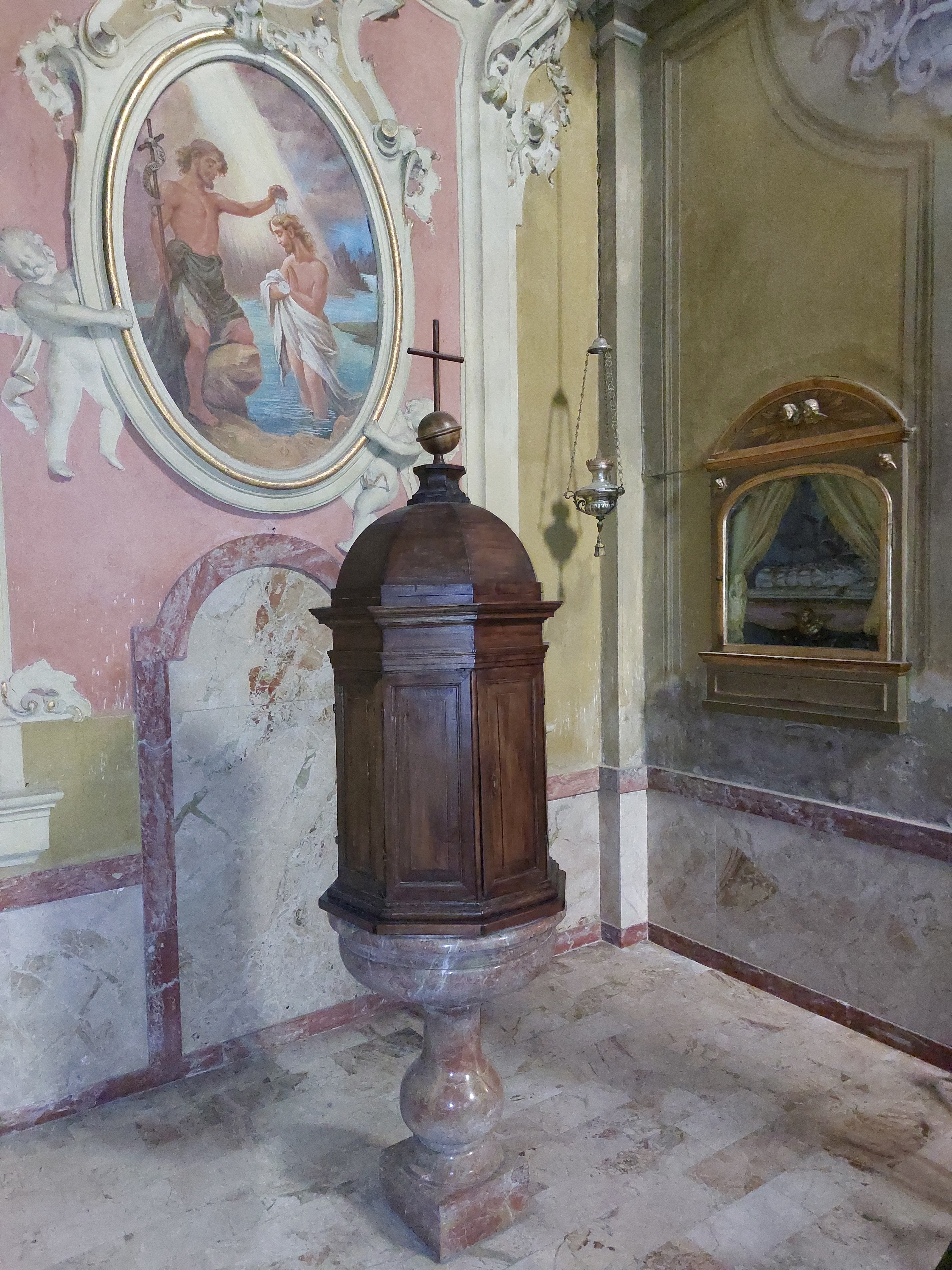
A pia batismal, com à direita o nicho dedicado ao Nascimento de Maria
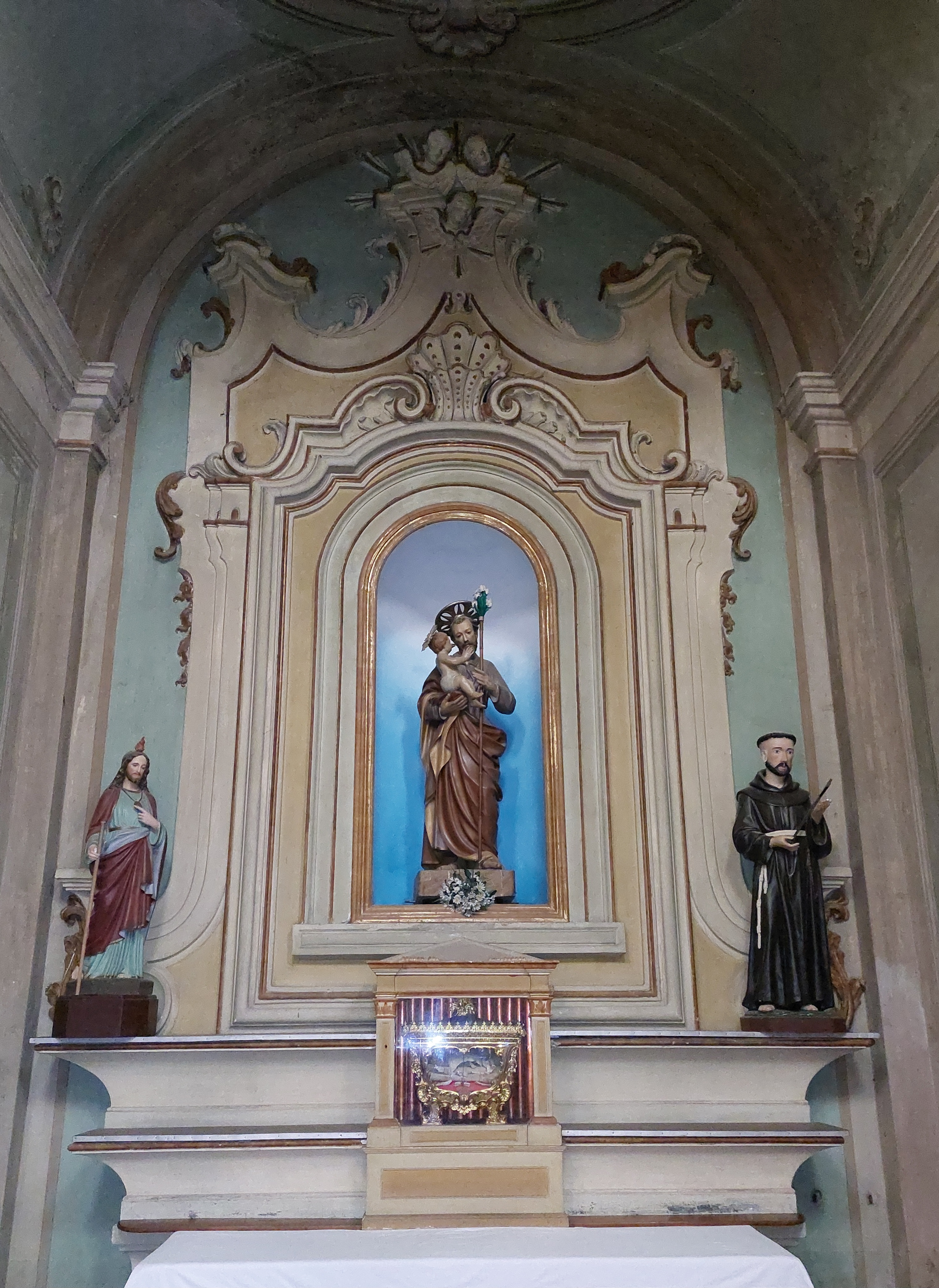
A capela de são José, com as relìquias de são Paulinho màrtir.